# PZL I-22 Iryda
PZL I-22, M-91, M-93, M-96 Iryda – polski dwumiejscowy, dwusilnikowy, samolot odrzutowy, górnopłat szkolno-bojowy.
Prace nad Irydą rozpoczęto w 1976 roku w ramach projektu opracowania następcy rodzimego samolotu szkolno-treningowego TS-11 Iskra. Program został opóźniony, częściowo ze względu na początkową niedostępność silników turboodrzutowych PZL K-15. Po raz pierwszy prototyp został oblatany 3 marca 1985 r. Siły Powietrzne otrzymały pierwsze Irydy z silnikiem K-15 w maju 1995 r. Dostawy samolotów były skomplikowane ze względu na spory dotyczące kosztów i osiągów, co doprowadziło do wielu zmian polityki i czasowego uziemienia samolotu; krytykę podsycił śmiertelny wypadek Irydy 24 stycznia 1996 r.
W 1996 roku podpisano umowę na modernizację istniejącego samolotu do nowego standardu, którego testy w locie rozpoczęto w następnym roku. Jednak stosunki między PZL Mielec a MON pogorszyły się do takiego stopnia, że wszczęto postępowanie prawne. Pod koniec lat 90. wycofano wsparcie rządu polskiego dla programu, a nieliczne egzemplarze dostarczonych samolotów trafiły do muzeów lotniczych lub magazynu. Mimo prób reaktywowania programu przez PZL Mielec nie wpłynęły żadne zamówienia na samolot od rządu polskiego lub klientów zagranicznych (choć przez pewien czas samolotem były zainteresowane Indie).

## Historia

Silnik SO-3W eksponowany w MLP w Krakowie

W 1976 r. w Instytucie Lotnictwa rozpoczęto prace nad projektem wstępnym samolotu, mającego zastąpić TS-11 Iskra. Projekt wstępny zakończono w 1978, a samolot otrzymał oznaczenie I-22 Iryda. Funkcję Głównego Konstruktora pełnił inż. Ryszard Orłowski. W 1979 r. obowiązki Głównego Konstruktora samolotu przejął dr inż. Alfred Baron, a funkcję zastępcy głównego konstruktora do spraw awioniki i systemów elektrycznych inż. Krzysztof Kunachowicz.
W 1980 r. ostatecznie zatwierdzono projekt, a w dwa lata później w Mielcu rozpoczęto budowę prototypów. Pierwszy lot płatowca z silnikami SO-3W22 odbył się 3 marca 1985 (pilot doświadczalny inż. Ludwik Natkaniec). W programie prób samolotu brali udział: Ludwik Natkaniec (szef zespołu pilotów), inż. Henryk Bronowicki, Zbigniew Nowakowski, mjr pil. Jerzy Bachta. Podczas prób flatterowych 30 stycznia 1987 r. zginął mjr pil. Jerzy Bachta (pośmiertnie awansowany do stopnia ppłk.). Niedługo później Głównym Konstruktorem został mgr inż. Włodzimierz Gnarowski, a jego zastępcą Jan Lewczuk.
22 grudnia 1992 oblatano wersję Iryda M-93K, z silnikami PZL K-15, a 25 kwietnia 1994 M-93V z silnikami Rolls Royce Viper 545. Oznaczenie samolotu zmieniono na PZL M-93 „Iryda”. W maju 1994 zastosowano nową awionikę firmy Sagem. W 1997 powstała wersja M-96, z przebudowanym skrzydłem (z klapami Fowlera i usterzeniem oraz awioniką firmy Sextant Avionique), którą oblatano 16 sierpnia 1997. Wszystkie pierwsze loty prototypów wykonał pilot doświadczalny Instytutu Lotnictwa, inż. Ludwik Natkaniec.
W ramach projektu budowy polskiego samolotu szkolno-bojowego zrealizowano największy w historii polskiej techniki lotniczej program badań zmęczeniowych głównych zespołów struktury nośnej samolotu.

## Służba
24 października 1992 roku, minister stanu w Kancelarii Prezydenta Lecha Wałęsy, Jerzy Milewski, minister przemysłu i handlu Wacław Niewiarowski, dowódca Wojsk Lotniczych i Obrony Powietrznej Jerzy Gotowała oraz zarządca komisaryczny PZL Mielec Stanisław Żmuda podpisali w Mielcu porozumienie o przekazaniu wojsku pierwszych dwóch egzemplarzy samolotu. W latach 1992–1996 w 58 lotniczym pułku szkolnym użytkowano 8 egzemplarzy samolotu Iryda. Łącznie na linii montażowej znalazło się 19 Iryd, ale nie wszystkie zostały ukończone.
Polski samolot był obiektem zainteresowania Indyjskich Sił Powietrznych, które poszukiwały nowej maszyny szkolno-treningowej z napędem odrzutowym. Indie miały bardzo dobre doświadczenia z eksploatacji samolotu TS-11 Iskra. Delegacja indyjskiego Ministerstwa Obrony pod przewodnictwem sekretarza stanu ds. obrony Harina Pathaka odwiedziła Polskę w dniach 5–9 lipca 2002 roku, a wśród dyskutowanych tematów była również poruszona kwestia potencjalnego transferu technologii produkcji polskiego samolotu do Indii.

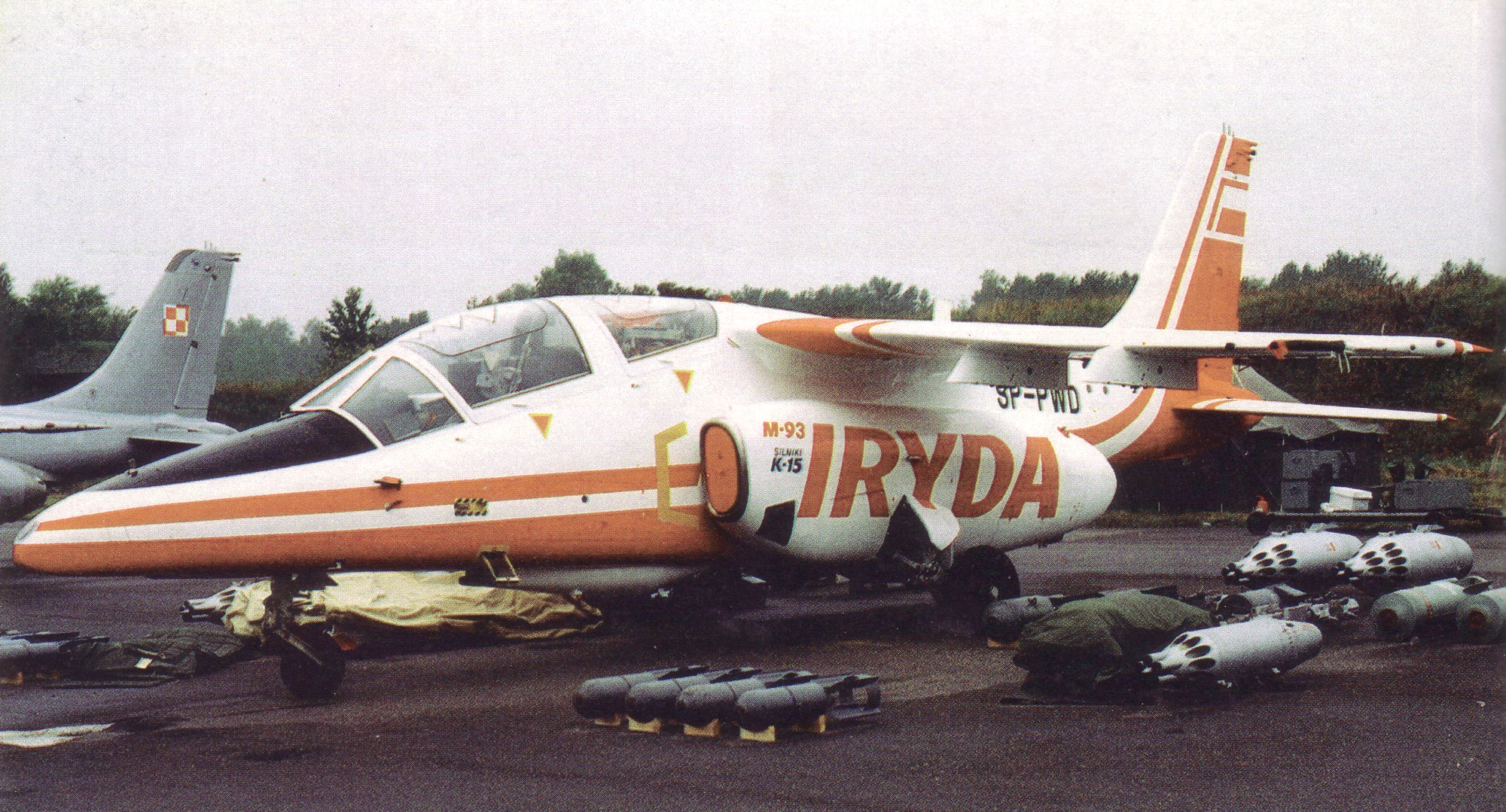
PZL M-93K Iryda

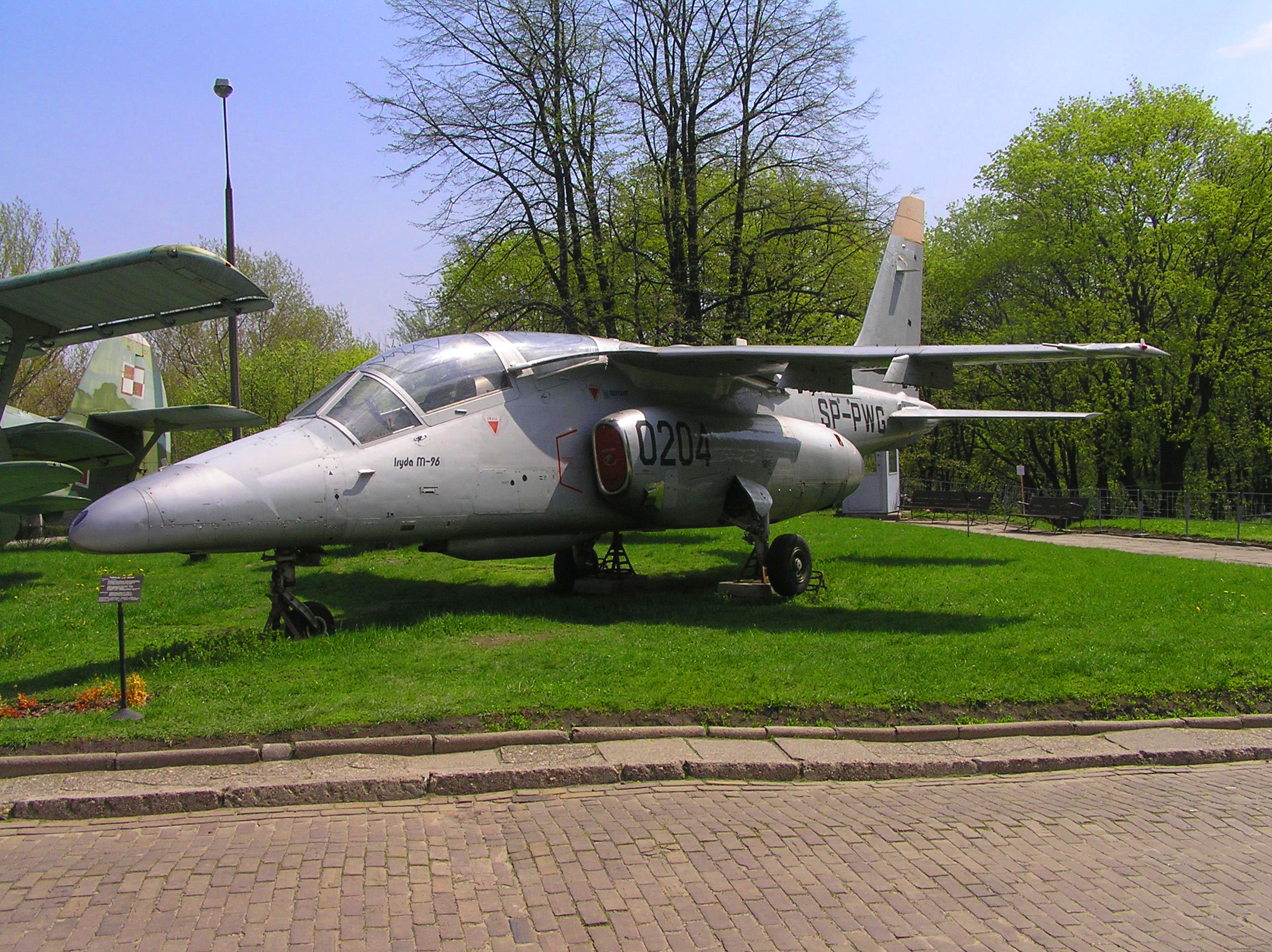
PZL M-93K Iryda w Muzeum Wojska Polskiego w Warszawie

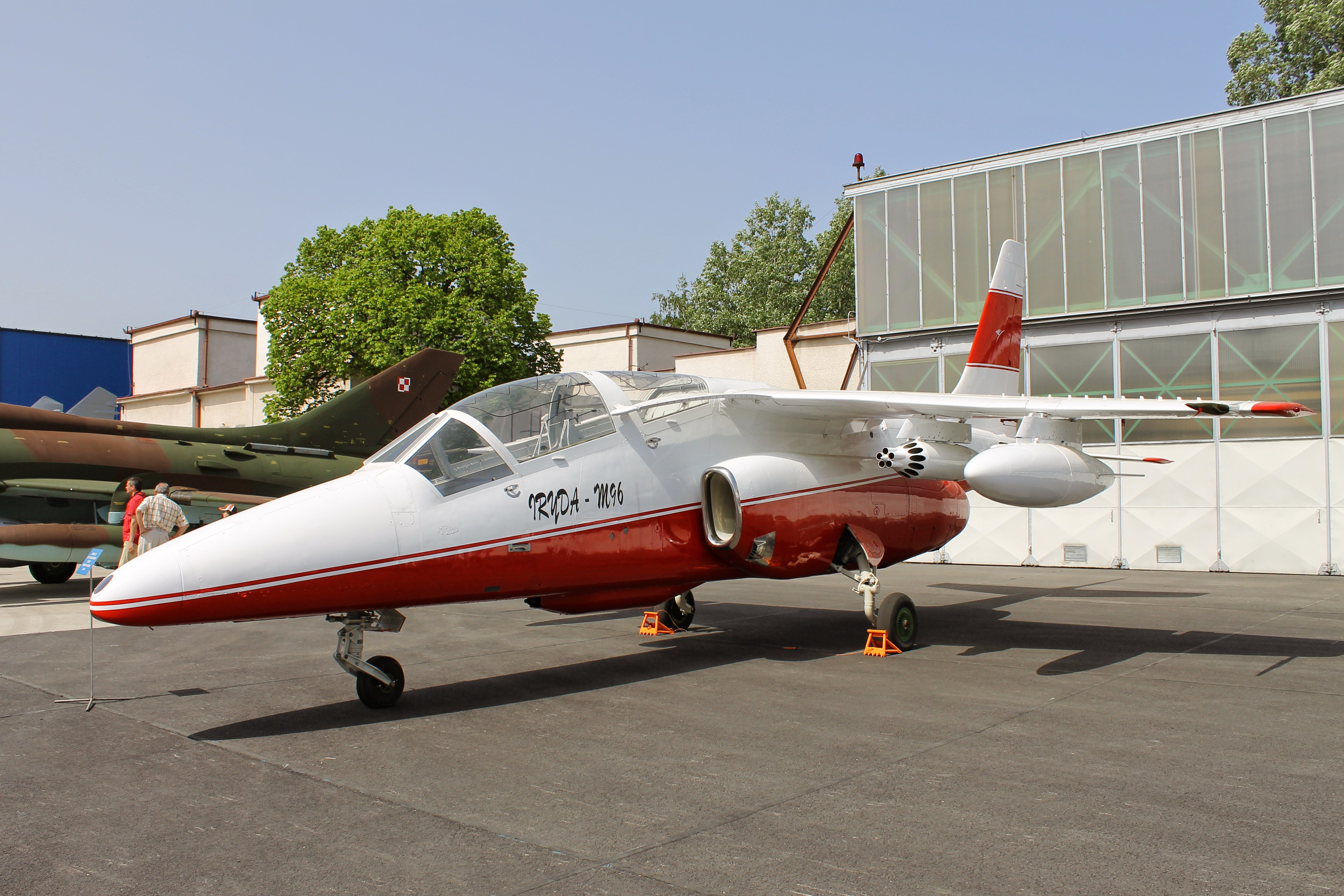
PZL M-96 Iryda podczas Air Fair w Bydgoszczy

## Irydy muzealne
Zezłomowany został jedynie egzemplarz do badań statycznych. Pozostałe trafiły do muzeów lotniczych lub magazynu.
Maszynę M-93M "Orkan II" o numerze bocznym 301 przekazano w 2006 roku do Instytutu Technicznego Wojsk Lotniczych w Warszawie. W listopadzie 2021 roku został on przekazany Fundacji Biało-Czerwone Skrzydła. Trwają prace nad doprowadzeniem tego egzemplarza do stanu lotnego.
Maszyna o numerze 204 jest eksponowana w Muzeum Wojska Polskiego w Warszawie, zaś samolot z numerem 202 trafił na plac lotniska Radom-Sadków. Egzemplarz 0304 przekazano do skansenu Kutno-Sklęczki, 0302 do Muzeum Broni w Witoszowie Górnym koło Świdnicy, samoloty 0105 i 0306 do Państwowej Wyższej Szkoły Zawodowej w Chełmie (jeden wystawiony jest na lotnisku Uczelni w Depułtyczach Królewskich pod Chełmem), 0401 znalazł się na wystawie w PZL Mielec, 0104 w Muzeum Sił Powietrznych przy LAW w Dęblinie, zaś 0406 w Centrum Szkolenia w Częstochowie (obecnie eksponat w jednostce w Łasku). Samolot o numerze 0305 znajduje się na ekspozycji zewnętrznej w Muzeum Lotnictwa Polskiego w Krakowie. W 22. Bazie Lotnictwa Taktycznego w Malborku znajduje się egzemplarz o numerze 0202.
Eksponowanych jest łącznie 10 lub 11 samolotów seryjnych i 4 prototypy.

## Uzbrojenie
Uzbrojeniem stałym samolotu I-22 było dwulufowe działko GSz-23Ł kalibru 23 mm zabudowane pod kadłubem. Zapas amunicji do działka wynosił 200 naboi.
Pod skrzydłami cztery belki UBP-I-22 o nośności 500 kg każda. Maksymalny udźwig samolotu z silnikami K-5 wynosi 1100–1200 kg, z silnikami K-15 – 1800 kg. Podwieszane mogły być bomby lotnicze P-50, FAB-100, OFAB-100M (pojedynczo lub po cztery na belce wielozamkowej MBD2-67U), FAB-250TS, FAB-250 M-46, ZAB-250-200, ZAB-500-400, FAB-500 M-62, wyrzutnie npr S-5 kalibru 57 mm typu Mars-2 (16), Mars-4 (8), UB-16 (16) lub UB-32 (32 npr), wyrzutnie npr S-8 kalibru 82 mm typu B-8M (20npr), pociski powietrze-powietrze typu R-3S i R-60, zasobniki strzeleckie z działkami GSz-23 typu UPK-23-250, lub z karabinem maszynowym Zeus-1. Możliwe było także przenoszenie zasobnika rozpoznawczego Saturn.

## Dane techniczno-taktyczne
- Masa
  - własna: 4600 kg
  - całkowita: 6900 kg
- Wymiary
  - rozpiętość: 9,6 m
  - długość: 13,22 m
  - wysokość: 4,3 m
  - powierzchnia nośna: 19,92 m²
- Napęd: 2 silniki SO-3W22 ciąg (2x1100 daN), później PZL K-15 ciąg (2x1500 daN)
- Uzbrojenie: jedno dwulufowe działko GSz-23Ł kal. 23 mm (200 szt. amunicji), 4 podskrzydłowe zaczepy umożliwiające podwieszanie bomb, pocisków rakietowych, zbiorników paliwa oraz innego wyposażenia
- Osiągi
  - prędkość
    - maksymalna: 834 km/h
    - minimalna: 246 km/h
    - wznoszenie: 25 m/s, 42 m/s (zależnie od silników)
    - promień skrętu: nieznany

  - pułap: 11000 m
  - zasięg: 1820 km
- Załoga: 2